# Gaston Boka Mené
Le docteur Gaston Boka Mené (né vers 1917 et mort le 1er mai 2009) était une personnalité politique de Côte d'Ivoire.
Comme le président Félix Houphouët-Boigny, il est médecin africain la 3e promotion de Gore (Sénégal) au Sénégal.
Décédé en 2009, il fut le doyen en âge d'Agboville.
Homme politique, il fut député de 1960 à 1980 en Côte d'Ivoire.
Membre fondateur du Parti démocratique de Côte d'Ivoire.